# Кавалеры ордена Святого Георгия III класса Г
Кавалеры ордена Святого Георгия III класса на букву «Г»
Список составлен по алфавиту персоналий. Приводятся фамилия, имя, отчество; звание на момент награждения; номер по спискам Григоровича — Степанова и Судравского; дата награждения. Лица, чьи имена точно идентифицировать не удалось, не викифицируются.
- Гайда, Радола, генерал-майор, 9 декабря 1918 (2 сентября 1919 года лишён чинов и орденов)
- Гайдаров, Наум Касьянович, полковник, № 580, 24 января 1881
- Гамен, Алексей Юрьевич, генерал-майор, № 260, 3 января 1813
- Ганецкий, Иван Степанович, генерал-лейтенант, № 549, 29 ноября 1877
- Ганнибал, Иван Аврамович, генерал-цейхмейстер, № 25, 27 ноября 1770
- Гардегг, Игнац цу, фельдмаршал-лейтенант австрийской службы, № 347, 10 декабря 1813
- Гарпе, Василий Иванович, генерал-майор, № 262, 3 января 1813
- Гартинг, Иван Маркович, генерал-майор, № 225, 16 февраля 1812
- Гасфорт, Густав Христианович, генерал-лейтенант, № 469, 12 ноября 1849
- Гёбен, Август Карл фон фон, генерал от инфантерии прусской службы, № 528, 5 апреля 1873
- Гейден, Логин Петрович, контр-адмирал, № 402, 9 ноября 1827
- Гейман, Василий Александрович, генерал-майор, № 508, 19 апреля 1864
- Гельфрейх, Богдан Борисович, № 232, 4 сентября 1812
- Георг V (король Великобритании), 14 марта 1918
- Герард, Логгин Иванович, генерал-майор, № 126, 12 января 1806
- Гербель, Василий Васильевич, генерал-майор, № 447, 18 октября 1831
- Гербель, Карл Густавович, генерал-майор, № 434, 22 августа 1831
- Гернгросс, Родион Фёдорович, генерал-майор, № 321, 15 сентября 1813
- Герштенцвейг, Даниил Александрович, генерал-майор, № 423, 22 марта 1831
- Гилленшмидт, Яков Яковлевич, генерал-майор, № 422, 19 января 1830
- Гиллер фон Гертринген, генерал-майор прусской службы, № 392, 25 января 1817
- Гине, Яков Егорович, генерал-майор, № 338, 29 октября 1813
- Глазенап, Владимир Григорьевич, генерал-майор, № 445, 18 октября 1831
- Глебов, Андрей Саввич, генерал-майор, № 330, 7 октября 1813
- Гнейзенау, Август Вильгельм фон, генерал-лейтенант прусской службы, № 317, 25 августа 1813
- Говоров, Евгений Васильевич, полковник, 10 ноября 1916 (посмертно)
- Гогель, Фёдор Григорьевич, генерал-майор, № 358, 28 января 1814
- Голенищев-Кутузов, Михаил Иларионович, генерал-майор, № 77, 25 марта 1791
- Голенищев-Кутузов, Павел Васильевич, генерал-майор, № 166, 5 августа 1807
- Голенкин, Гавриил Кузьмич, капитан генерал-майорского ранга, № 76, 16 сентября 1790
- Голицын, Борис Андреевич, генерал-лейтенант, № 240, 20 октября 1812
- Голицын, Дмитрий Владимирович, генерал-лейтенант, № 142, 21 января 1807
- Голицын, Пётр Михайлович, бригадир, № 4, 12 марта 1770
- Головачев, Николай Никитич, генерал-майор, № 530, 22 июля 1873
- Головин, Евгений Александрович, генерал-лейтенант, № 441, 13 сентября 1831
- Гоппер, Карл Иванович, полковник, 2 апреля 1917
- Горбатовский, Владимир Николаевич, генерал от инфантерии, № 597, 27 сентября 1914
- Горчаков, Алексей Иванович, генерал-лейтенант, № 167, 22 августа 1807
- Горчаков, Андрей Иванович, генерал-лейтенант, № 242, 20 октября 1812
- Горчаков, Михаил Дмитриевич, генерал-майор, № 405, 25 июня 1828
- Граббе, Павел Христофорович, генерал-майор, № 437, 22 августа 1831
- Греков, Пётр Матвеевич, генерал-майор, № 220, 14 июля 1811
- Гриппенберг, Оскар-Фердинанд Казимирович, генерал-майор, № 567, 7 апреля 1878
- Гротенгельм, Георгий Евстафьевич, генерал-майор, № 7, 27 июля 1770
- Гротенгельм, Максим Максимович, генерал-лейтенант, № 472, 17 января 1850
- Губский, Фёдор Алексеевич, генерал-майор, № 545, 27 октября 1877
- Гудович, Иван Васильевич, бригадир, № 11, 27 июля 1770
- Гуляков, Василий Семёнович, генерал-майор, № 121, 14 апреля 1803
- Гурко, Василий Иосифович, генерал-лейтенант, 3 ноября 1915
- Гурко, Владимир Осипович, генерал-майор, № 446, 18 октября 1831
- Гурко, Иосиф Владимирович, генерал-лейтенант, № 542, 8 июля 1877
- Гутор, Алексей Евгеньевич, генерал-лейтенант, 3 июня 1916